# Ставе
Ставе је насеље у Србији у општини Крупањ у Мачванском округу. Према попису из 2022. било је 311 становника.

## Демографија
У насељу Ставе живи 389 пунолетних становника, а просечна старост становништва износи 43,8 година (43,5 код мушкараца и 44,2 код жена). У насељу има 127 домаћинстава, а просечан број чланова по домаћинству је 3,54.
Ово насеље је великим делом насељено Србима (према попису из 2002. године), а у последња три пописа, примећен је пад у броју становника.
|  |

| Демографија | Демографија | Демографија |
| Година      | Становника  | Становника  |
| ----------- | ----------- | ----------- |
| 1948.       | 706         |             |
| 1953.       | 730         |             |
| 1961.       | 687         |             |
| 1971.       | 680         |             |
| 1981.       | 635         |             |
| 1991.       | 569         | 567         |
| 2002.       | 450         | 454         |

| Етнички састав према попису из 2002.‍ | Етнички састав према попису из 2002.‍ | Етнички састав према попису из 2002.‍ | Етнички састав према попису из 2002.‍ | Етнички састав према попису из 2002.‍ |
| ------------------------------------ | ------------------------------------ | ------------------------------------ | ------------------------------------ | ------------------------------------ |
|                                      |                                      |                                      |                                      |                                      |
| Срби                                 | Срби                                 |                                      | 440                                  | 97,77%                               |
| непознато                            | непознато                            |                                      | 10                                   | 2,22%                                |

| Година пописа     | 1948. | 1953. | 1961. | 1971. | 1981. | 1991. | 2002. |
| ----------------- | ----- | ----- | ----- | ----- | ----- | ----- | ----- |
| Број домаћинстава | 102   | 112   | 124   | 130   | 133   | 134   | 127   |

| Број чланова      | 1  | 2  | 3  | 4  | 5  | 6  | 7 | 8 | 9 | 10 и више | Просек |
| ----------------- | -- | -- | -- | -- | -- | -- | - | - | - | --------- | ------ |
| Број домаћинстава | 15 | 32 | 27 | 15 | 11 | 17 | 7 | 3 | 0 | 0         | 3,54   |

| Пол    | Укупно | Неожењен/Неудата | Ожењен/Удата | Удовац/Удовица | Разведен/Разведена | Непознато |
| ------ | ------ | ---------------- | ------------ | -------------- | ------------------ | --------- |
| Мушки  | 223    | 66               | 140          | 13             | 2                  | 2         |
| Женски | 184    | 21               | 139          | 21             | 2                  | 1         |
| УКУПНО | 407    | 87               | 279          | 34             | 4                  | 3         |

| Пол    | Укупно                    | Пољопривреда, лов и шумарство | Рибарство                            | Вађење руде и камена | Прерађивачка индустрија       |
| ------ | ------------------------- | ----------------------------- | ------------------------------------ | -------------------- | ----------------------------- |
| Мушки  | 184                       | 175                           | 0                                    | 0                    | 0                             |
| Женски | 117                       | 115                           | 0                                    | 0                    | 0                             |
| УКУПНО | 301                       | 290                           | 0                                    | 0                    | 0                             |
| Пол    | Производња и снабдевање   | Грађевинарство                | Трговина                             | Хотели и ресторани   | Саобраћај, складиштење и везе |
| Мушки  | 0                         | 1                             | 1                                    | 0                    | 1                             |
| Женски | 0                         | 0                             | 0                                    | 0                    | 0                             |
| УКУПНО | 0                         | 1                             | 1                                    | 0                    | 1                             |
| Пол    | Финансијско посредовање   | Некретнине                    | Државна управа и одбрана             | Образовање           | Здравствени и социјални рад   |
| Мушки  | 0                         | 0                             | 0                                    | 4                    | 0                             |
| Женски | 0                         | 0                             | 0                                    | 0                    | 1                             |
| УКУПНО | 0                         | 0                             | 0                                    | 4                    | 1                             |
| Пол    | Остале услужне активности | Приватна домаћинства          | Екстериторијалне организације и тела | Непознато            | Непознато                     |
| Мушки  | 0                         | 0                             | 0                                    | 2                    | 2                             |
| Женски | 0                         | 0                             | 0                                    | 1                    | 1                             |
| УКУПНО | 0                         | 0                             | 0                                    | 3                    | 3                             |